# Okręg wyborczy Stockton-on-Tees
Okręg wyborczy Stockton-on-Tees powstał w 1868 r. i wysyłał do brytyjskiej Izby Gmin jednego deputowanego. Okręg obejmował miasto Stockton-on-Tees na pograniczu hrabstwa Durham i północnego Yorkshire. Został zniesiony w 1983 r.

## Deputowani do brytyjskiej Izby Gmin z okręgu Stockton-on-Tees
- 1868–1888: Joseph Dodds, Partia Liberalna
- 1888–1892: Horace Davey, Partia Liberalna
- 1892–1895: Thomas Wright, Partia Konserwatywna
- 1895–1900: Jonathan Samuel, Partia Liberalna
- 1900–1910: Robert Ropner, Partia Konserwatywna
- 1910–1917: Jonathan Samuel, Partia Liberalna
- 1917–1923: John Watson, Partia Liberalna
- 1923–1924: Robert Strother Stewart, Partia Liberalna
- 1924–1929: Harold Macmillan, Partia Konserwatywna
- 1929–1931: Frederick Riley, Partia Pracy
- 1931–1945: Harold Macmillan, Partia Konserwatywna
- 1945–1962: George Chetwynd, Partia Pracy
- 1963–1983: Bill Rodgers, Partia Pracy, od 1981 r. Partia Socjaldemokratyczna